# 豪尔赫·西涅斯
豪尔赫·西涅斯（西班牙語：Jorge Signes，1960年6月16日—），生于巴塞罗那，西班牙男子水球运动员。他曾代表西班牙国家队参加1984年夏季奥林匹克运动会水球比赛，获得第4名。